# Phaegorista interrupta
Phaegorista interrupta är en fjärilsart som beskrevs av Embrik Strand 1909. Phaegorista interrupta ingår i släktet Phaegorista och familjen nattflyn. Inga underarter finns listade i Catalogue of Life.